# Hochkalter
Le Hochkalter est un sommet des Alpes de Berchtesgaden culminant à 2 607 m d'altitude dans le land de Bavière dans le Sud de l'Allemagne.